# Aryan Nations

Logo

Aryan Nations (deutsch: Arische Nationen) ist eine in den USA beheimatete rechtsterroristische Organisation, die rassistische und antisemitische Positionen vertritt.

## Geschichte
Aryan Nations wurde in den 1970ern als politischer Arm der White Identity Church of Jesus Christ Christian gegründet. Eines ihrer Ziele ist die Gründung eines Staates, in dem die sogenannte weiße Rasse tonangebend sein soll (White Supremacy). Sie wurde lange Zeit von Pastor Richard Butler geleitet, in dessen Ideologie sich neonazistische mit Vorstellungen der Christian-Identity-Bewegung verbanden. Seit den 1990er Jahren ist die Organisation durch Spaltungen, Führungsstreitigkeiten und langjährige Haftstrafen von Mitgliedern geschwächt.
Bis 2001 unterhielt Aryan Nations ein von bewaffneten Wachmännern und Hunden geschütztes Gelände in Hayden Lake (Kootenai County, Idaho). Dort veranstaltete die Organisation jährliche Kongresse, Konzerte mit Rechtsrock wie der, dem Hammerskin- und Combat 18 Netzwerk nahestehenden, Band Bound for Glory. Zudem gab es eine „Akademie“ für Jugendliche. Daneben bot sie paramilitärisches Training an. Nachdem betrunkene Wachmänner der Aryan Nations im Jahre 1998 ein Auto in der Nähe des Geländes angehalten und die Insassen mit Waffen bedroht und geschlagen hatten, musste die Organisation das Gelände aufgeben.
Die Organisation unterhält Kontakte zur Militia of Montana und zu Gruppierungen wie White Aryan Resistance und Posse Comitatus. Auch zu den rechtsterroristischen Deutschen Aktionsgruppen bestanden Verbindungen.

## Terroristische Aktivitäten
Aryan Nations wird vom FBI als terrorverdächtig eingestuft. Neben Mitgliedern des Ku-Klux-Klans und der National Alliance befanden sich auch Angehörige von Aryan Nations unter den Gründern der rechtsterroristischen Gruppe The Order. 1998 eröffnete Buford Furrow, ein Mitglied von Aryan Nations, mit einer Maschinenpistole das Feuer auf ein jüdisches Gemeindezentrum in Los Angeles und verletzte fünf Personen. Auf der Flucht erschoss er Joseph Ileto, einen Filipino-Amerikaner. Furrow sagte später, er habe mit seiner Tat ein Fanal zur Tötung von Juden setzen wollen. 2005 kündigte die Organisation an, sie werde sich um Kontakte zu Al-Qaida bemühen.